# Le Ménil-Broût
Le Ménil-Broût is een gemeente in het Franse departement Orne (regio Normandië) en telt 181 inwoners (1999). De plaats maakt deel uit van het arrondissement Alençon.

## Geografie
De oppervlakte van Le Ménil-Broût bedraagt 3,5 km², de bevolkingsdichtheid is 51,7 inwoners per km².
De onderstaande kaart toont de ligging van Le Ménil-Broût met de belangrijkste infrastructuur en aangrenzende gemeenten.

## Demografie
Onderstaande figuur toont het verloop van het inwonertal (bron: INSEE-tellingen).